# Meunasah Nga
Meunasah Nga is een bestuurslaag in het regentschap Aceh Utara van de provincie Atjeh, Indonesië. Meunasah Nga telt 200 inwoners (volkstelling 2010).